# Семіх Капланоглу
Семіх Капланоглу (нар. 4 квітня 1963 р.) — турецький сценарист, режисер та продюсер. 

## Життя та кар’єра
У 1984 році Капланоглу переїхав до Стамбула і кілька років працював копірайтером для рекламних компаній, таких як Güzel Sanatlar Saatchi &amp; Saatchi та Young &amp; Rubicam .
Він перейшов до кіно у 1986 році, щоб стати помічником оператора у двох нагородних документальних фільмах. У 1994 році Капланоглу написав сценарій і зняв телесеріал " Ехназ Танго" з 52 епізодами, який вийшов у ефір на телеканалах Show TV та InterStar і став успішним. 
Дебютний фільм Капланоглу Away From Home був відзначений премією за найкращу режисуру в Сінгапурському IFF у 2001 році. Прем'єра його другого повнометражного фільму «Падіння ангела» відбулася  2005 року на форумі Берлінале. Він отримав нагороду за найкращий фільм на кінофестивалях Нант, Керала та Барселони. 
У період з 2005 по 2010 рік він продюсував та керував «Трилогією Юсуфа». Юмурта ( Яйце ).Перший прем'єрний фільм із трилогії, здобув нагороди за найкращого режисера на кінофестивалях у Каннах та Фаджр, Вальдівії та Бангкоку. Другий фільм трилогії " Сут" ("Молоко") відбувся прем'єрою у Венеційському IFF. Бал ( Honey ), третя частина здобула нагороду "Золотий ведмідь" на 60-му Берлінале IFF. Його останній фільм «Буддей» (Зерно) наразі знаходиться в постпродукції. 
Його фільми характеризуються метафізичною тематикою та виразним авторським використанням кінематографії. 
Капланоглу, якого вважають одним із найуспішніших та найвпливовіших режисерів турецького кіно, отримав 28 міжнародних нагород та 10 номінацій у всьому світі. 
Він був членом журі 2013 року на Каннському кінофестивалі Cinefondation і короткометражних фільмів . Він також є членом Європейської кіноакадемії, а також Азіатсько-Тихоокеанської екранної академії. 
Окрім своїх головних занять у кіно, Семіх Капланоглу написав статті 1987 р. Про пластичне мистецтво та кіно, які публікувалися в художніх періодичних виданнях та перекладалися на іноземні мови. У роки з 1996 по 2000 рік у щоденній газеті " Радикал" була рубрика під назвою "Karşılaşmalar". 
Капланоглу відзначається підтримкою керуючої Партії справедливості та розвитку і президента Туреччини Реджепа Ердогана. Критики Капланоглу приписували щедре державне фінансування його виробничої компанії в 2019 році його хорошим стосункам з урядом. 

## Сім'я
Капланоглу одружений з журналісткою, авторкою та сценаристкою Лейлою Іпекчі, яка є племінницею убитого відомого журналіста Абді Іпекчі .  У період з 2006 по 2013 рік Лейла Іпекчі писала для «Заман і Тараф», щоденних газет, присвячених руху Гюлена. У той час Тараф та Заман сприяли пропаганді руху серед широкої громадськості, коли вони здобували владу в Туреччині незаконними та позазаконними способами. Турецький уряд закрив обидві газети після спроби турецького перевороту 2016 року, за яку відповідальність за рух Гюлена . Капланоглу стверджував, що його, як і інших, обдурив рух Гюлена . 

## Фільмографія
| Рік      | Фільм                                           | на посаді директора | як сценарист | як продюсер | як редактор |
| -------- | ----------------------------------------------- | ------------------- | ------------ | ----------- | ----------- |
|          | Шеназ Танго (телесеріал)                        | Green tick          | Green tick   |             |             |
| 2001 рік | Геркес Кенді Евінде ( далеко від дому )         | Green tick          |              |             |             |
| 2005 рік | Meleğin Düşüşü (він же грец. Ekptotos angelos ) | Green tick          | Green tick   | Green tick  | Green tick  |
| 2007 рік | Яйце                                            | Green tick          | Green tick   | Green tick  | Green tick  |
| 2008 рік | Молоко                                          | Green tick          | Green tick   | Green tick  |             |
| 2010 рік | Дорогий                                         | Green tick          | Green tick   | Green tick  | Green tick  |
| 2016 рік | Зерно                                           | Green tick          | Green tick   | Green tick  |             |
| 2019 рік | Прихильність                                    | Green tick          |              |             |             |

## Нагороди
- 2001 Міжнародний кінофестиваль в Анкарі - найкращий фільм для Геркеса Кенді Евінде
- 2001 Стамбульський міжнародний кінофестиваль - найкращий турецький фільм року для Геркеса Кенді Евінде (пов'язаний з Дар Аланда Кіса Паслашмалар (2000))
- 2002 Сінгапурський міжнародний кінофестиваль - Срібна екранна премія за найкращого режисера з Геркесом Кенді Евінде
- 2005 Стамбульський міжнародний кінофестиваль - премія FIPRESCI за Мелеїна Дюсюшу
- 2005 фестиваль трьох континентів у Нанті - Золотий Монгольф’єр для Мелеїна Дюсюша
- 2006 Міжнародний кінофестиваль Керали - фазан Золотої Ворони для Мелеїна Дюсюша
- 2006 р. Нюрнберзький кінофестиваль "Туреччина-Німеччина" - премія молодих кінорежисерів Мелевіна Дюсюша
- 2007 Міжнародний кінофестиваль «Вальдівія» - найкращий режисер для яєць
- 2007 Анталія Золотий помаранчевий кінофестиваль - найкраща картина, найкращий сценарій, премія журі NETPAC за найкращу картину для яйця
- Всесвітній кінофестиваль 2007 року в Бангкоку - найкращий режисер (конкурс врожаю талантів) для яйця
- Міжнародний кінофестиваль Fajr 2008 - Кристал Сіморг за найкращого режисера (для яйця )
- 2010 рік Золотий ведмідь на 60-му Берлінському міжнародному кінофестивалі для Бал